# Adilotar
Adilotar (en rus: Адильотар) és un poble de la república del Daguestan, a Rússia. Segons el cens del 2010 tenia 1.284 habitants.